# Pangermanism
Pangermanism är en pannationell strävan att till ett helt, kulturellt och i en eller annan form även politiskt, samla alla till den germanska stammen hörande nationer. 
Betydelsen av denna term är f.ö. tämligen skiftande. Än betecknas därmed germansk samkänsla och dess enighetsyttringar över huvud, så till exempel i en agitationsskrift (1902) av Bjørnstjerne Bjørnson, än åter - och det torde oftast vara fallet - de alltyska strävandena att samla och stärka "tyskheten" över hela jorden, varvid man stundom i begreppet "alltysk" inbegriper även Nederländernas folk och de tre skandinaviska nationerna. Sin medelpunkt i Tyskland hade dessa strävanden i det 9 april 1891 stiftade Alltyska förbundet (Alldeutscher Verband; hette till juli 1894 Allgemeiner deutscher Verband), vilket närmast ställde som sitt mål att fördjupa den tyska nationalkänslan och att för tyska folket klargöra de uppgifter det genom sin världsmaktställning fått särskilt i främmande världsdelar. 
Förbundet strävade sålunda att främja en kraftig tysk kolonialpolitik - det bildades under intrycket av de eftergifter Tyskland genom fördraget med England 1890 gjort i fråga om tyska intressen i Östafrika, och det ivrade även för tyskhetens upprätthållande bland tyska emigranter till främmande länder, för inrättande och stödjande av tyska skolor i utlandet och så vidare Vid sidan härav hade förbundet även verkat för tyskhetens stärkande inom Tyska rikets egna gränsmarker (mot polacker öster ut, danskar i Nordslesvig och fransmän i Elsass-Lothringen). 
Inom utrikespolitiken uppträdde alltyskarna som ivriga anhängare av den tysk-österrikiska alliansens stärkande och som påyrkare av misstrogen kraftpolitik mot Frankrike och England; ej sällan hade deras strävanden antagit en chauvinistisk prägel, som försvårat regeringens fredspolitik och väckt bekymmer i grannländerna, ej minst i Nederländerna och Danmark, där man fruktat, att alltyska ytterlighetsmäns annexionsplaner genom förbundets agitation skulle vinna tillräcklig anslutning för att sätta dessa länders oberoende i fara. Förbundets ledande man var till sin död professor Ernst Hasse i Leipzig (född 1846, död 1908); dess officiella organ var veckoskriften Alldeutsche Blätter.